# Michael Adamzik
Michael Adamzik (* 10. Juli 1971 in Gelsenkirchen) ist ein deutscher Anästhesist und Intensivmediziner. Er leitet seit dem 1. Mai 2013 als Direktor die Klinik für Anästhesiologie, Intensivmedizin und Schmerztherapie am Universitätsklinikum Knappschaftskrankenhaus Bochum, einem Klinikum der Ruhr-Universität Bochum.

## Leben
Sein Abitur schloss Michael Adamzik 1991 in Gelsenkirchen ab. Es folgte das Medizinstudium an der Ruhr-Universität Bochum sowie an der Universität Duisburg-Essen, welches er 1999 abschloss. Sein praktisches Jahr absolvierte er in der Mayo Clinic in Rochester, Minnesota, USA. Nach Abschluss des Medizinstudiums durchlief er seine Facharztausbildung für Anästhesiologie an der Klinik für Anästhesiologie und Intensivmedizin am Universitätsklinikum Essen. Hier erwarb er zudem die Zusatzbezeichnungen für Intensivmedizin, Notfallmedizin und Schmerztherapie. Seine Promotion zum Doktor der Medizin schloss er im Jahr 2002 ab. Nach intensiver Forschungstätigkeit erhielt er 2010 die Venia legendi für das Fach Anästhesiologie mit seiner Habilitationsschrift „Molekularbiologische, funktionelle und phänotypische Charakterisierung eines genetischen Polymorphismus im Promotor des Gens AQP5“. Die Ernennung zum außerplanmäßigen Professor erfolgte im Jahr 2012 in Essen. Im Jahre 2013 folgte er dem Ruf auf den Lehrstuhl für Anästhesiologie der Ruhr-Universität Bochum am Universitätsklinikum Knappschaftskrankenhaus Bochum. Er leitet seitdem als Direktor die Klinik für Anästhesiologie, Intensivmedizin und Schmerztherapie und ist aktuell stellvertretender ärztlicher Direktor des Universitätsklinikums Knappschaftskrankenhaus Bochum.

## Forschungstätigkeit
Die Forschungsschwerpunkte von Michael Adamzik liegen im Bereich der Diagnose und Behandlung der Sepsis und des akuten Lungenversagens. Er ist Initiator des SepsisDataNet.NRW, einem klinikübergreifenden Forschungsprojekt zur Verbesserung der Diagnose und Behandlung der Sepsis, welches durch das Land Nordrhein-Westfalen und die Europäische Union gefördert wird.

## Auszeichnungen
- 2009 – DGAI-Forschungsstipendium der Fresenius-Stiftung[2]
- 2011 – Roger-Bone-Preis der Deutschen Sepsis-Gesellschaft[3]

## Mitgliedschaften und Vorsitze
- Leiter der Arbeitsgemeinschaft Intensivmedizin der Paul-Ehrlich-Gesellschaft für Chemotherapie e.V.[4]

## Veröffentlichungen (ausgewählte)

### Studien
- mit U. H. Frey, K. Rieman, S. Sixt, M. Beiderlinden, W. Siffert und J. Peters: Insertion/deletion polymorphism in the promoter of NFKB1 influences severity but not mortality of acute respiratory distress syndrome. In: Intensive Care Med. Band 33, Nr. 7, 2007, S. 1199–1203.
- mit M. Eggmann, U.H. Frey, K. Görlinger, M. Bröcker-Preuss, G. Marggraf, F. Saner, H. Eggebrecht, J. Peters und M. Hartmann: Comparison of thromboelastometry with procalcitonin, interleukin 6, and C-reactive protein as diagnostic tests for severe sepsis in critically ill adults. In: Crit Care. Band 14, Nr. 5, 2010, S. R178.
- mit U. H. Frey, Stefan Möhlenkamp, A. Scherag, C. Waydhas, G. Marggraf, M. Dammann, J. Steinmann, W. Siffert, J. Peters: Aquaporin 5 gene promoter--1364A/C polymorphism associated with 30-day survival in severe sepsis. In: Anesthesiology. Band 114, Nr. 4, 2011, S. 912–917.
- mit T. Langemeier, U. H. Frey, K. Görlinger, F. Saner, H. Eggebrecht, J. Peters und M. Hartmann: Comparison of thrombelastometry with simplified acute physiology score II and sequential organ failure assessment scores for the prediction of 30-day survival: a cohort study. In: Shock. Band 35, Nr. 4, 2011, S. 339–342.
- mit K. Görlinger, J. Peters und M. Hartmann: Whole blood impedance aggregometry as a biomarker for the diagnosis and prognosis of severe sepsis. In: Crit Care. Band 16, Nr. 5, 2012, S. R204.
- mit T. Hamburger, F. Petrat, J. Peters, H. de Groot und M. Hartmann: Free hemoglobin concentration in severe sepsis: methods of measurement and prediction of outcome. In: Crit Care. Band 16, Nr. 4, 2012, S. R125.
- mit J. Broll, J. Steinmann, A.M. Westendorf, I. Rehfeld, C. Kreissig und J. Peters: An increased alveolar CD4 + CD25 + Foxp3 + T-regulatory cell ratio in acute respiratory distress syndrome is associated with increased 30-day mortality. In: Intensive Care Med. Band 39, Nr. 10, 2013, S. 1743–1751.
- mit S. Schäfer, U. H. Frey, A. Becker, M. Kreuzer, S. Winning, S. Frede, J. Steinmann, J. Fandrey, K. Zacharowski, W. Siffert, J. Peters und M. Hartmann: The NFKB1 promoter polymorphism (-94ins/delATTG) alters nuclear translocation of NF-κB1 in monocytes after lipopolysaccharide stimulation and is associated with increased mortality in sepsis. In: Anesthesiology. Band 118, Nr. 1, 2013, S. 123–133.

### Fachzeitschriften (Herausgebergremium)
- „AINS – Anästhesiologie, Intensivmedizin, Notfallmedizin, Schmerztherapie“. Monatsschrift. Redaktion: Stuttgart; ISSN 0939-2661.